# Remagen
Remagen is een stad in de Duitse deelstaat Rijnland-Palts, in de Landkreis Ahrweiler aan de Rijn en telt 17.156  inwoners (31-12-2020; bron: statistiek deelstaat Rijnland-Palts).

## Stadsdelen

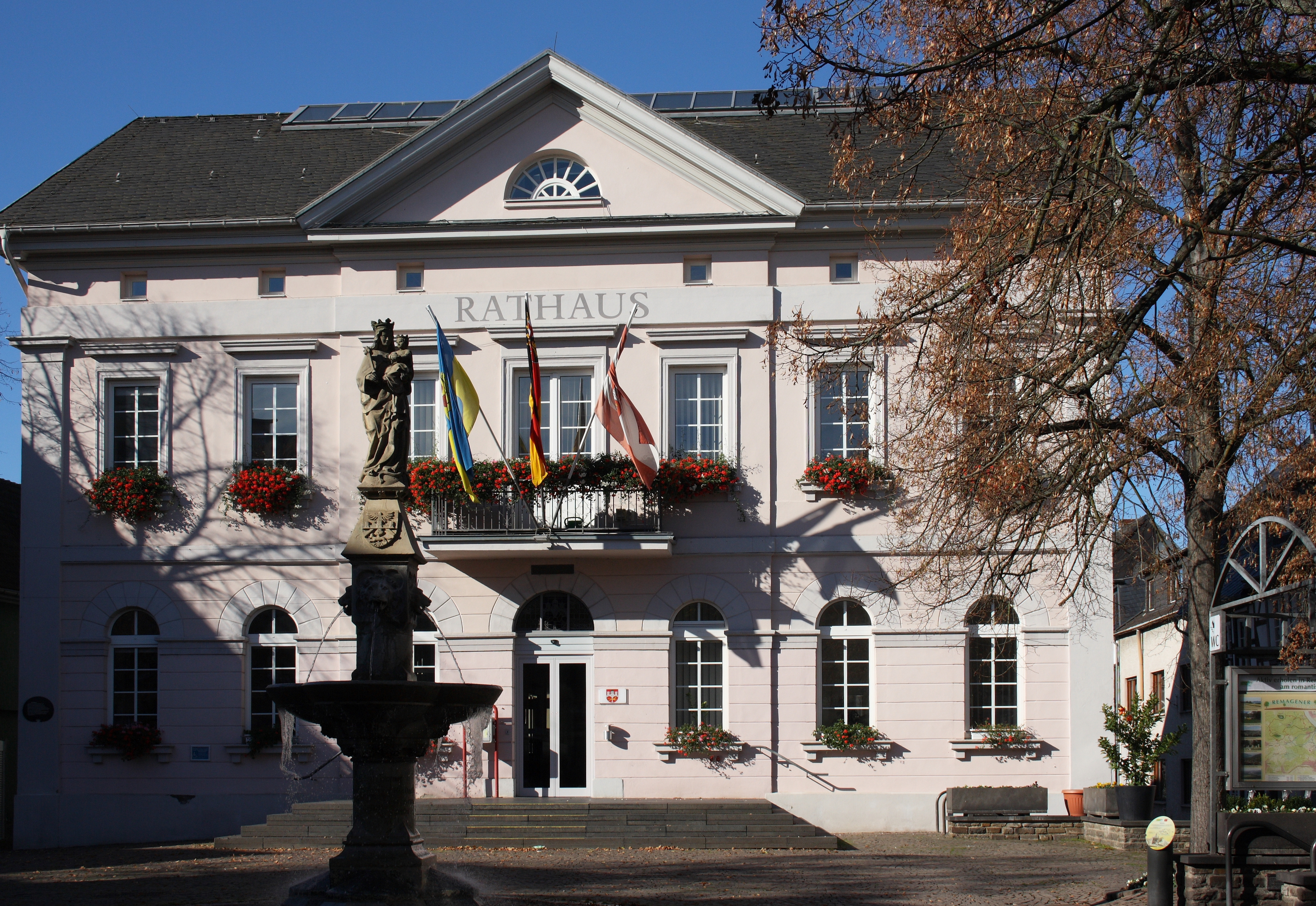
Stadhuis

Volgens haar gemeenteverordening bestaat Remagen uit 6 stadsdistricten en 8 stadsdelen. In onderstaande tabel zijn deze opgesomd. De bevolkingscijfers zijn ontleend aan de website van de gemeente. Peildatum: 30 juni 2020. Tweede-woningbezitters e.d. zijn niet meegeteld.
De cijfers tussen haakjes geven ongeveer de ligging aan: van noord naar zuid in oplopende volgorde.  Kripp is dus het zuidelijkste stadsdeel van Remagen.
| Stadsdistrict | Stadsdeel                                   | Bevolking |
| ------------- | ------------------------------------------- | --------- |
| Remagen-stad  | Remagen (7)                                 | 7.611     |
| Kripp         | Kripp (8)                                   | 3.756     |
| Oberwinter    | Rolandseck (2), Oberwinter (3), Bandorf (4) | 3.712     |
| Oedingen      | Oedingen (5)                                | 1.034     |
| Rolandswerth  | Rolandswerth (1)                            | 588       |
| Unkelbach     | Unkelbach (6)                               | 1.143     |
| Totaal:       |                                             | 17.844    |

## Infrastructuur
De stad ligt aan de Bundesstraße 9.
Voor gegevens over het treinverkeer zie: Station Remagen.
De stad ligt aan de  linker (zuidwestelijke) oever van de Rijn; bij Rijnkilometer 633 is er een veerpont over deze rivier naar Erpel.
Ten zuiden van stadsdeel Kripp mondt de Ahr uit in de Rijn.

## Geschiedenis
Remagen is een oude stad: de naam gaat terug op het Romeinse castellum "Rigomagus", dat een latijns toponiem is van de Keltische woorden Rīgs = Koning en Magos = veld. Remagen beschikte voor 1221 over stadsrechten en sloeg reeds in de 11de eeuw zilveren munten, zoals een muntvondst op de Faeröer heeft aangetoond.

## Bezienswaardigheden

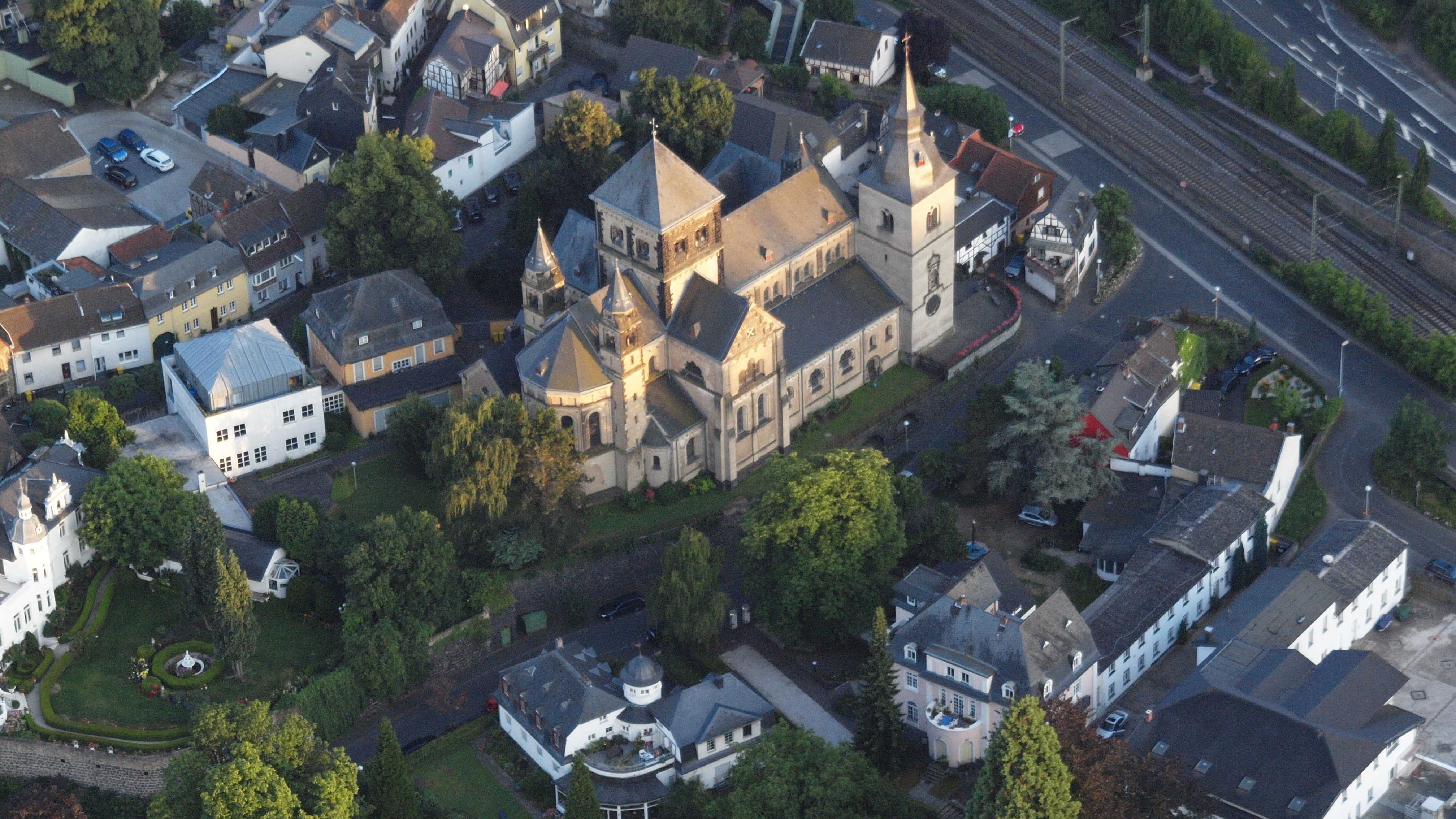
Petrus- en Pauluskerk
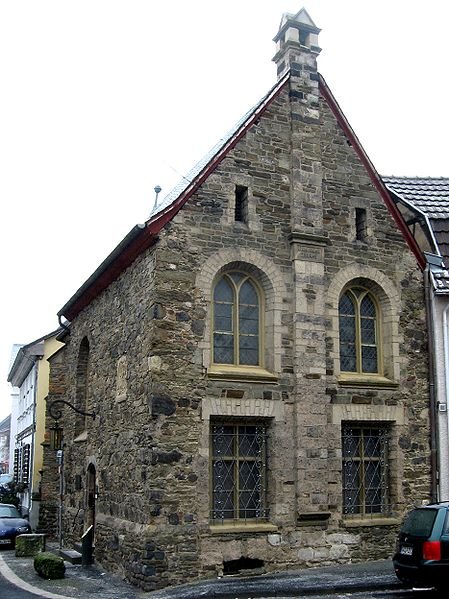
Romeins museum (voormalige kapel)
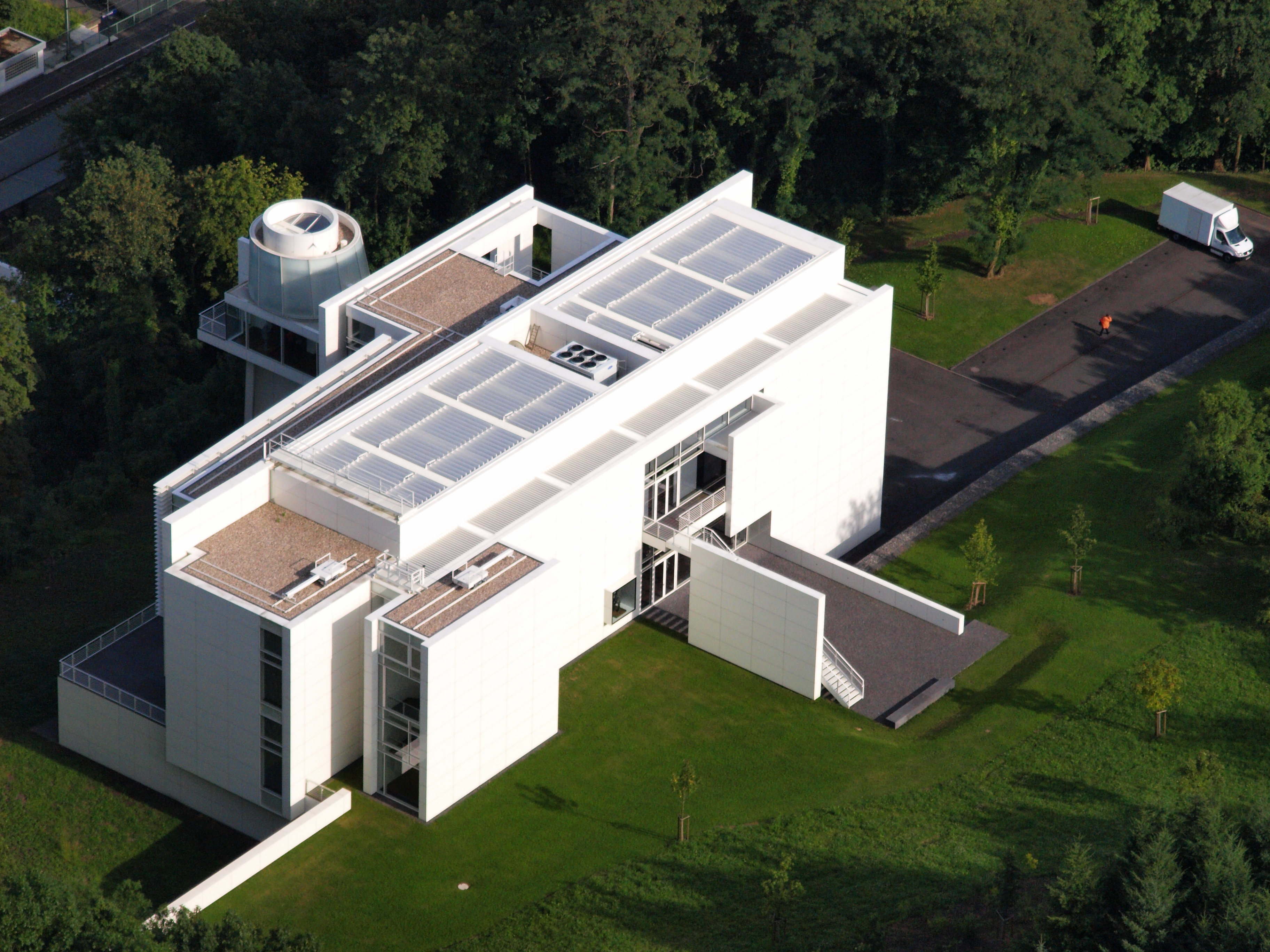
Arp Museum
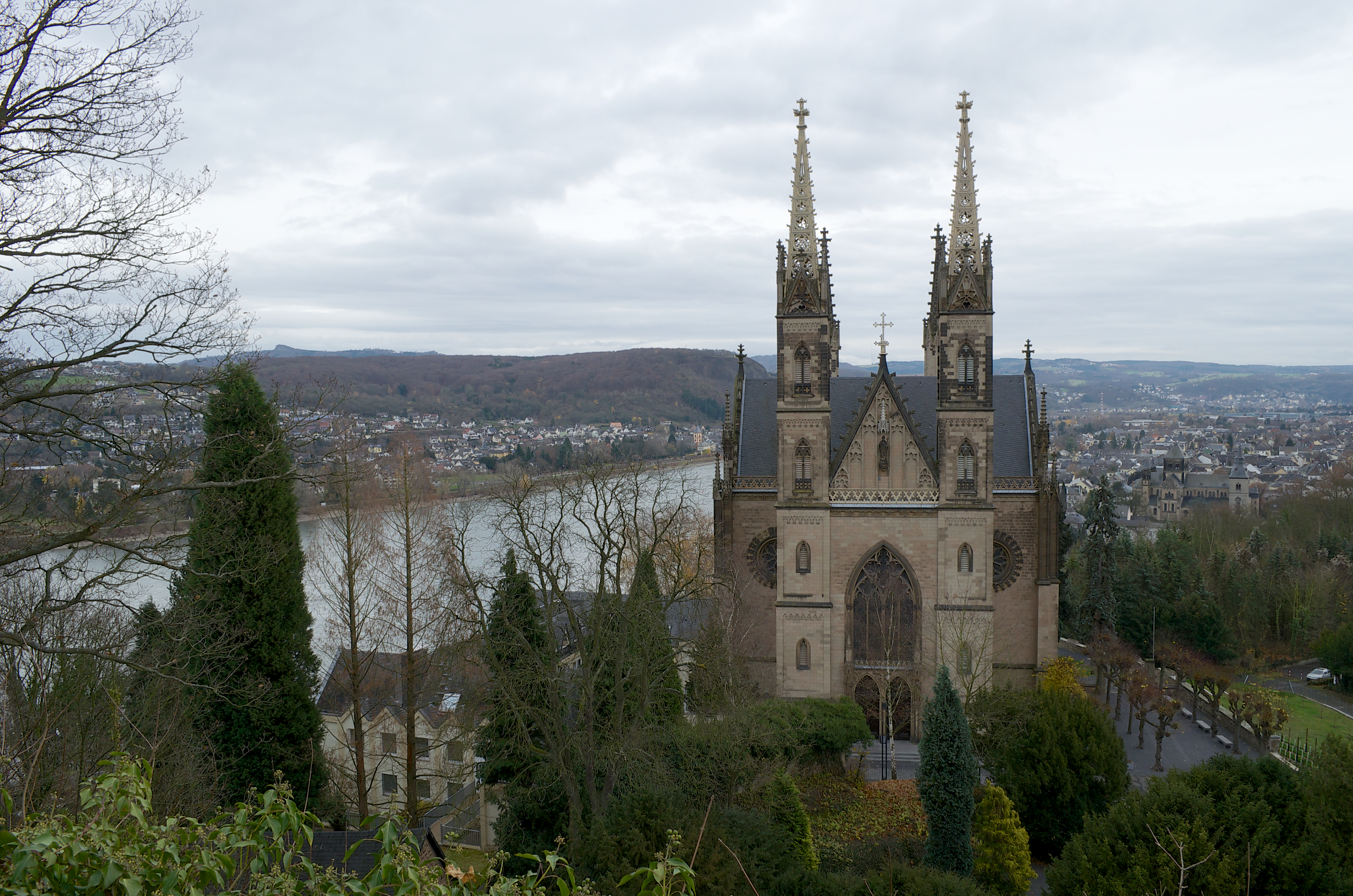
Apollinariskerk
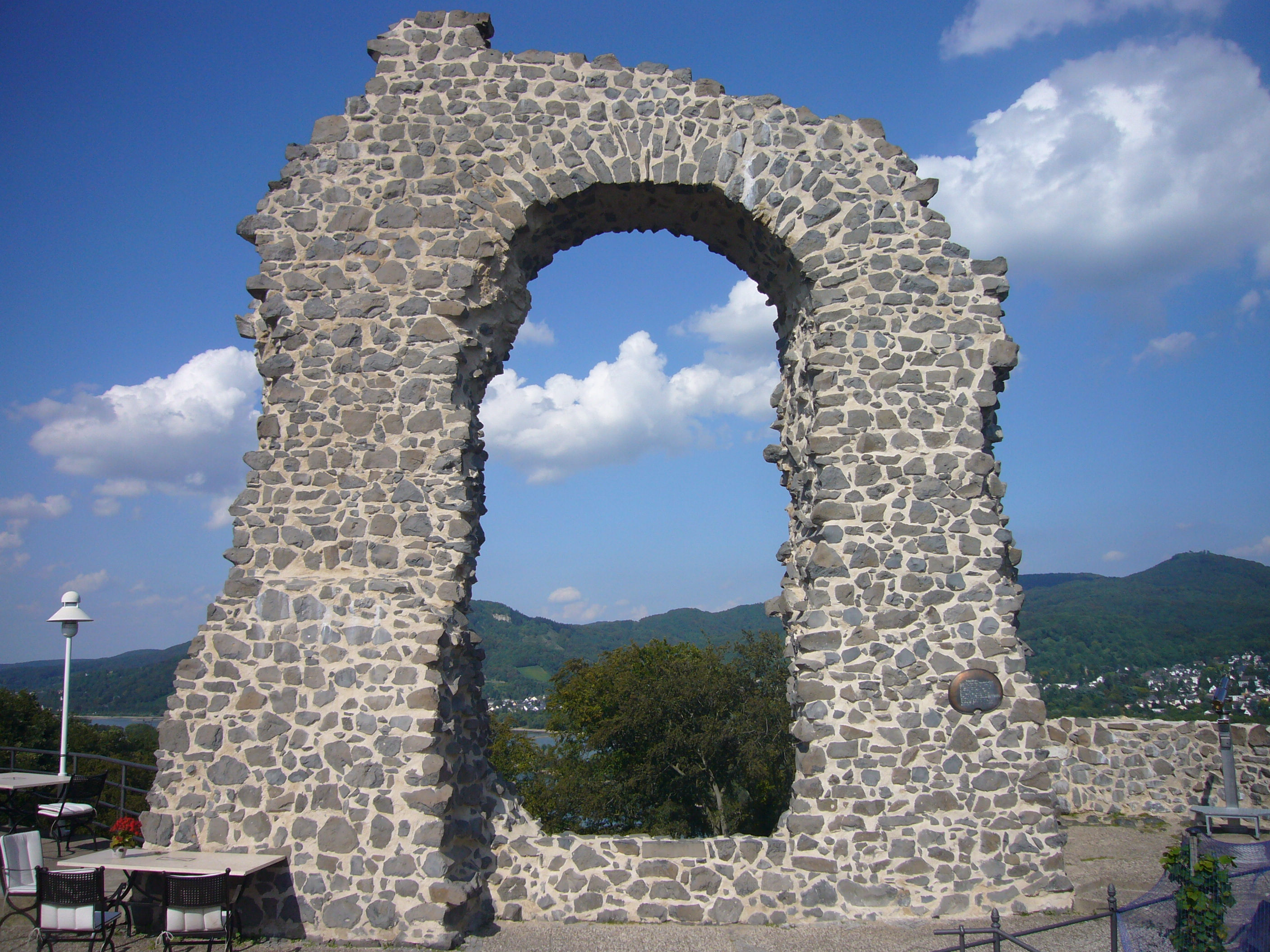
Ruïne Rolandsbogen van kasteel Rolandseck, stadsdeel Rolandswerth
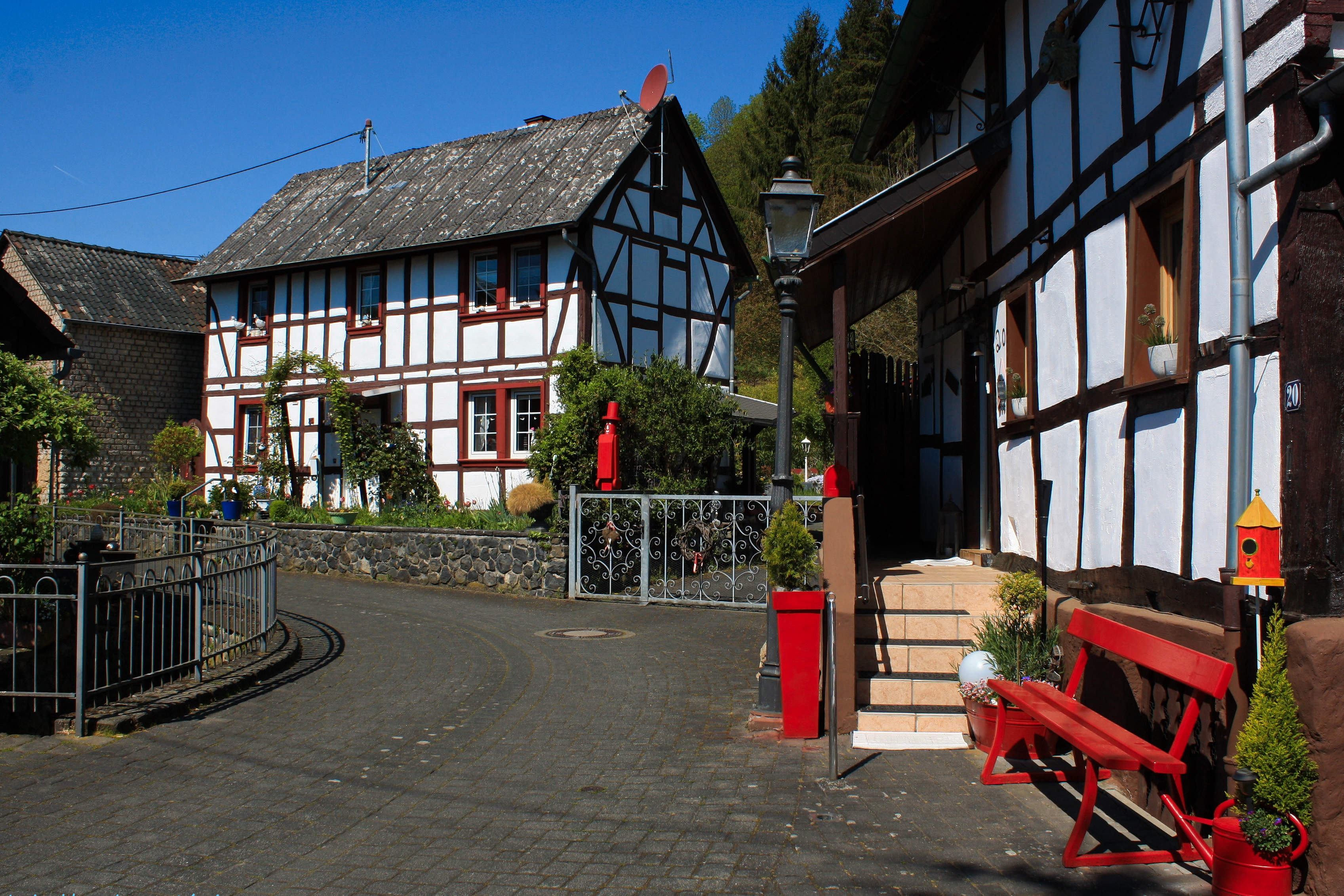
Dorpsgezicht Unkelbach

- De romaans-gotische Sint-Petrus-en-Pauluskerk
- Het Romeins museum
- Het aan Jean Arp en Sophie Taeuber-Arp gewijde Arp Museum Bahnhof Rolandseck
- De aan de Rijn gelegen Skulpturenufer Remagen
- De neogotische Apollinariskerk. Van de voorganger van deze bedevaartskerk is de 14de-eeuwse crypte bewaard gebleven. De relieken van de heilige Apollinaris zouden zich in deze crypte bevinden.
- Ruïne Rolandsbogen van kasteel Rolandseck, stadsdeel Rolandswerth

## De brug van Remagen

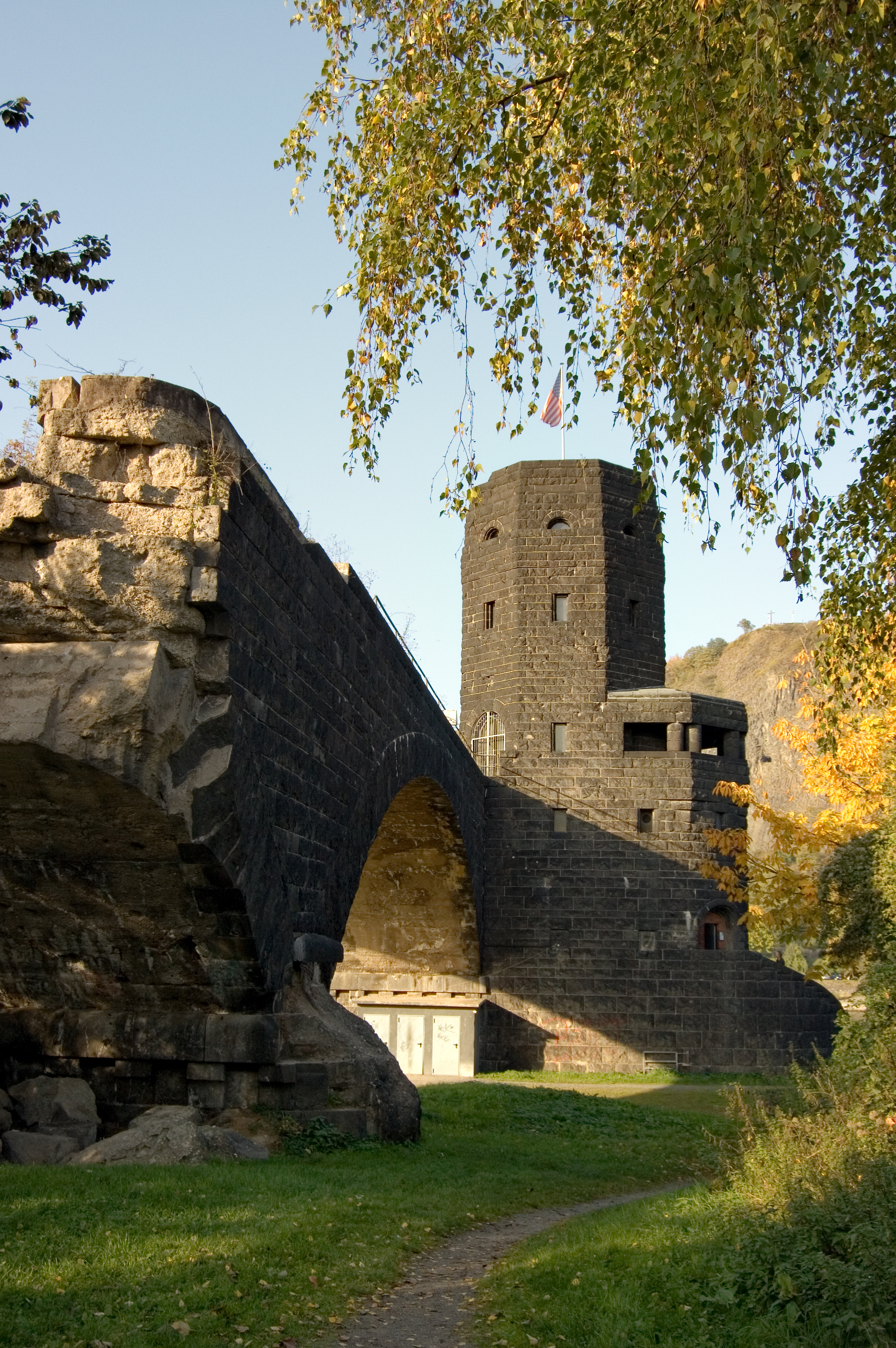
Ruïne Ludendorffbrug, foto uit 2008 (stadszijde Remagen)

Remagen is ook bekend om zijn brug over de Rijn, de Ludendorffbrug, die aan het einde van de Tweede Wereldoorlog vrij ongeschonden en dus bruikbaar, in handen van de geallieerden viel. De pijlers van deze spoorbrug staan nog op beide oevers overeind. In de pijler in Remagen bevindt zich een vredesmuseum.

## Geboren in Remagen
- Rudolf Caracciola (1901-1959), autocoureur
- Markus Gabriel (1980), filosoof